# Lithobius otasanus
Lithobius otasanus är en mångfotingart som beskrevs av Masatoshi Takakuwa 1941. Lithobius otasanus ingår i släktet Lithobius och familjen stenkrypare. Inga underarter finns listade i Catalogue of Life.